# Осока жовта
Осока жовта (Carex flava) — вид багаторічних кореневищних трав'янистих рослин родини осокові (Cyperaceae). Етимологія: лат. flava — «жовтий».

## Опис
Стебла прямі, близько 1 мм завтовшки, висотою 10–75 см, із закругленими кутами, гладкі. Листя сидяче, 2–5(-7) мм завширшки, 5–30 см завдовжки, світло-зелене, пізніше зелені й жовтувато-зелені. Суцвіття містить 2–4 жіночих колосків і прикінцеві чоловічі колоски. Жіночі колоски 1–1,5 см в довжину і 1 см в ширину, сидячі або на короткій ніжці. Жіночі колоски згруповані, а чоловічі — поодинокі. Оцвітина відсутня, чоловічі квітки, як правило, мають 3 тичинки, жіночі квіти — 3 приймочки. Луски червонувато-коричневі. Плоди гладкі, 5,5–6,5 мм, з загорнутими дзьобами 1,5–2,5 мм. 2n=60. Група C. flava є комплексом зі складною систематикою, через часті явища гібридизації та обмеженого розвитку діагностики таксонів різних різновидів.

## Поширення
Розподіл займає більшу частину Європи (у тому числі в Україні), росте в Західній Азії і Північній Америці (Канада, США, Сен-П'єр і Мікелон). Вид відсутній у більшій частині середземноморського басейну. Зростає у вологому ґрунті, багатому органічними речовинами, тому він може бути знайдений у болотах, вологих листяних лісах і лучних землях гірських струмків.

## Галерея

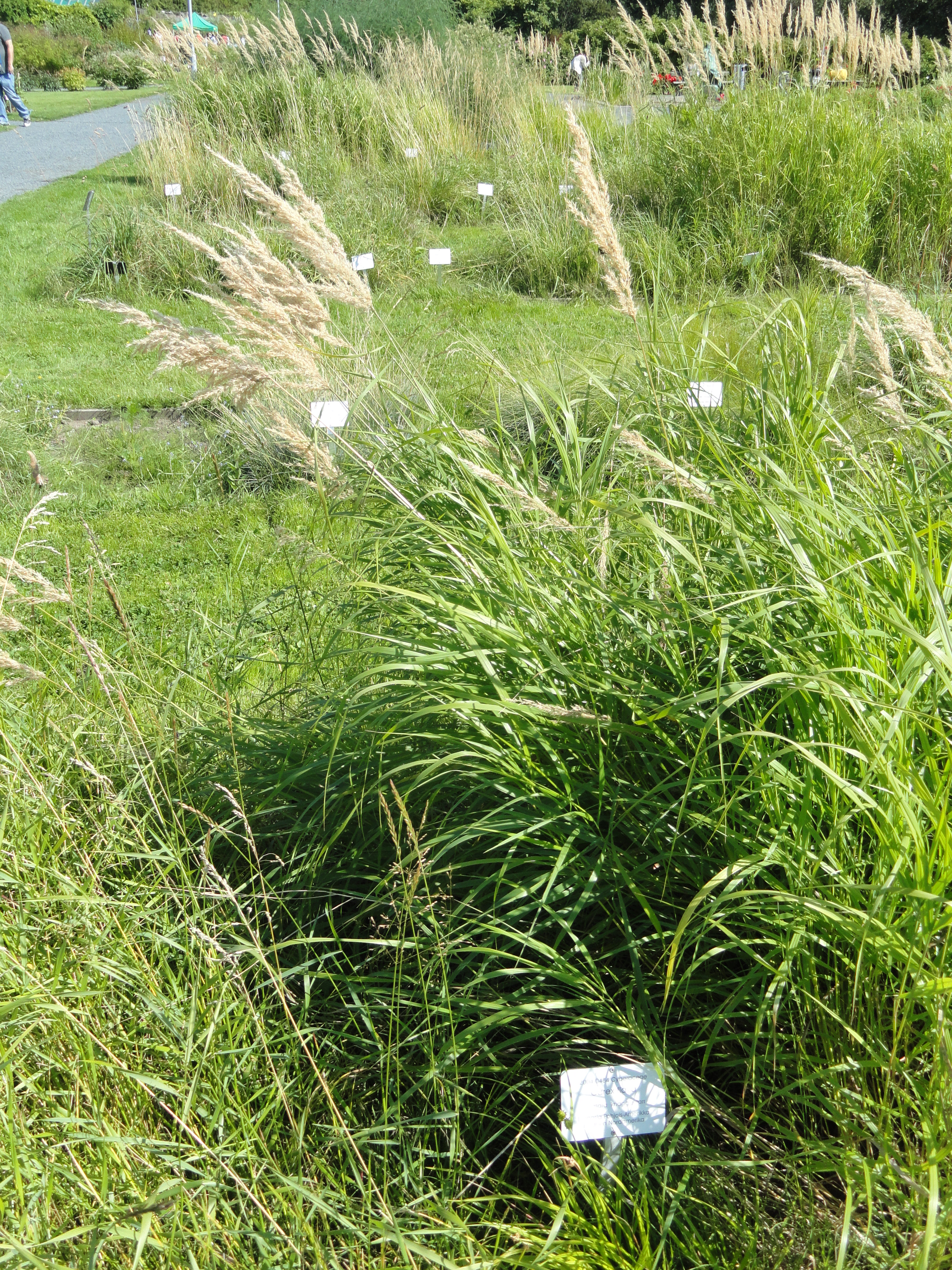
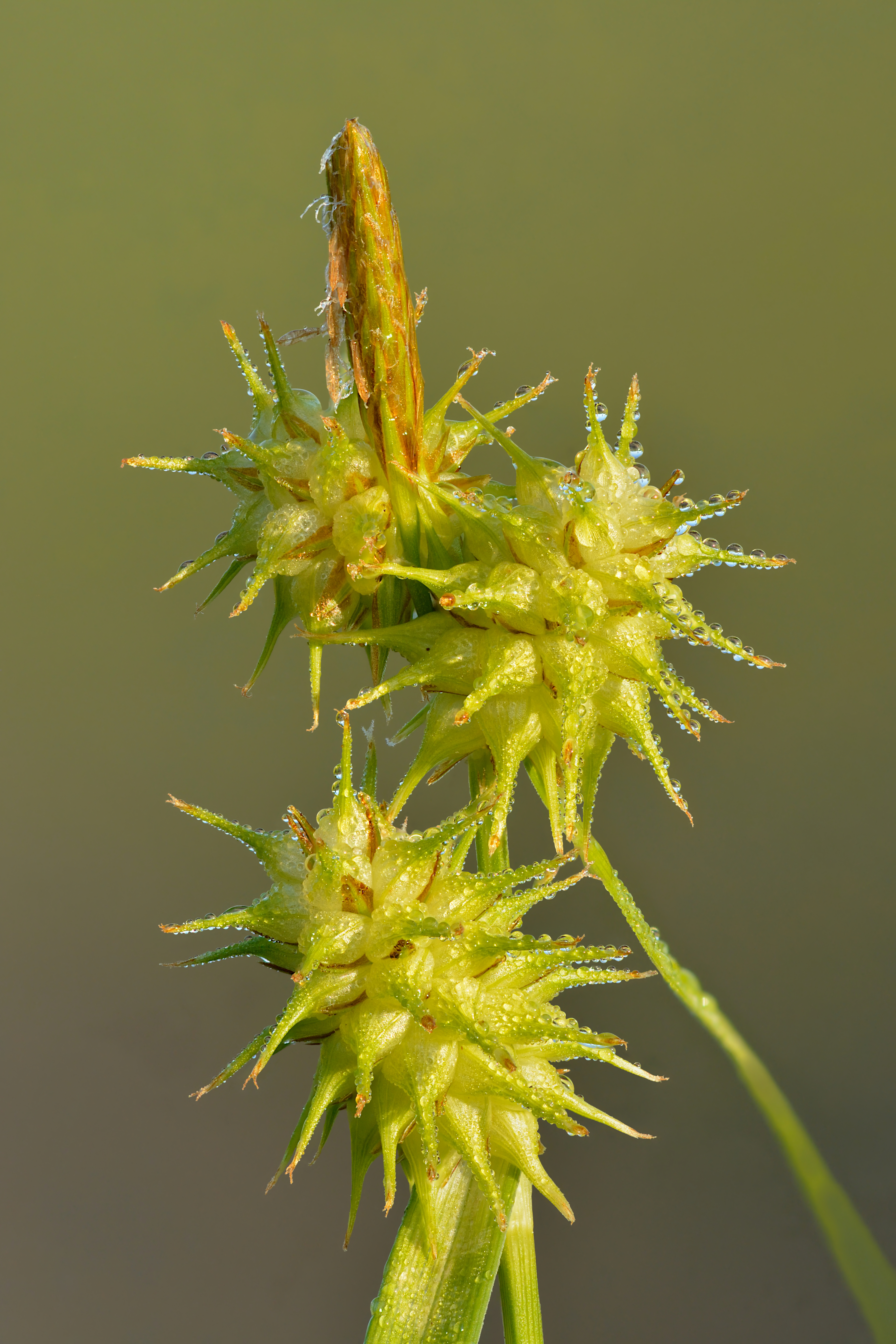
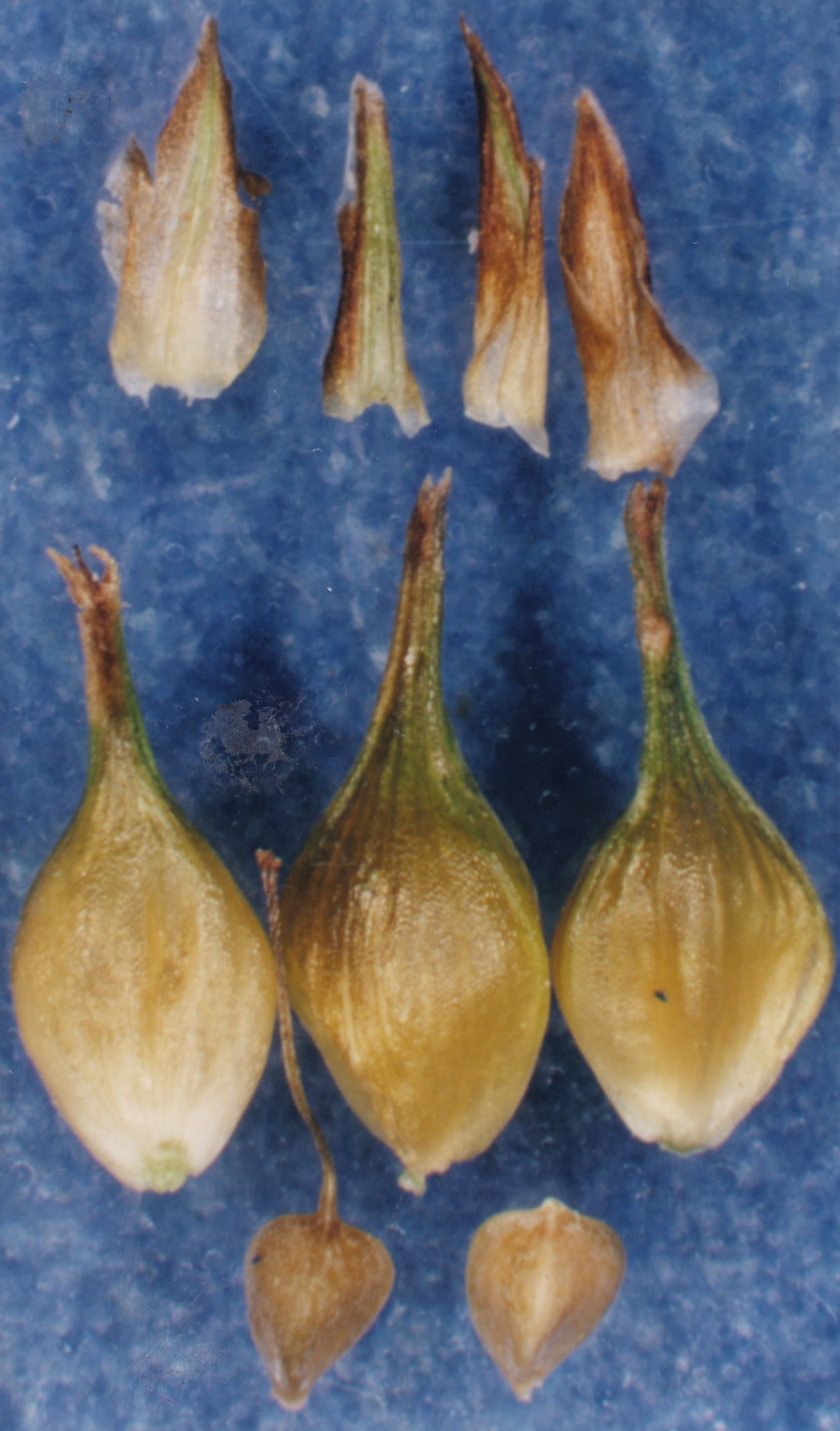
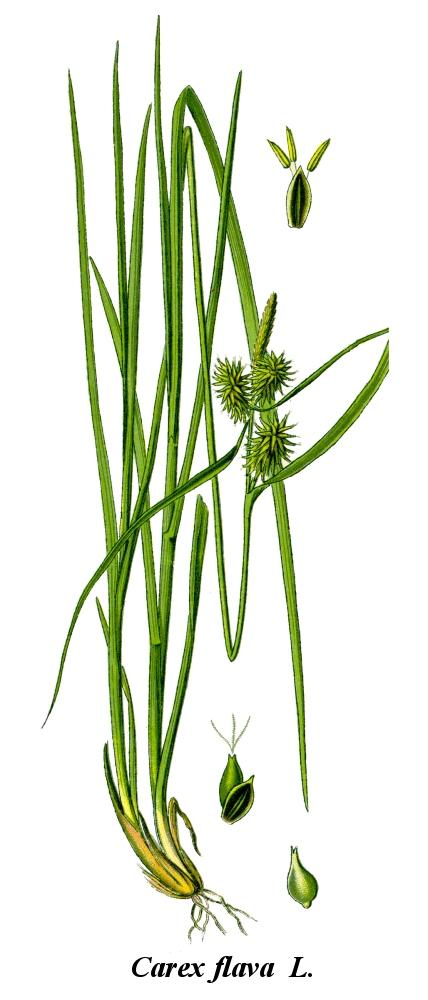